# Nebbiensches Gartenhaus

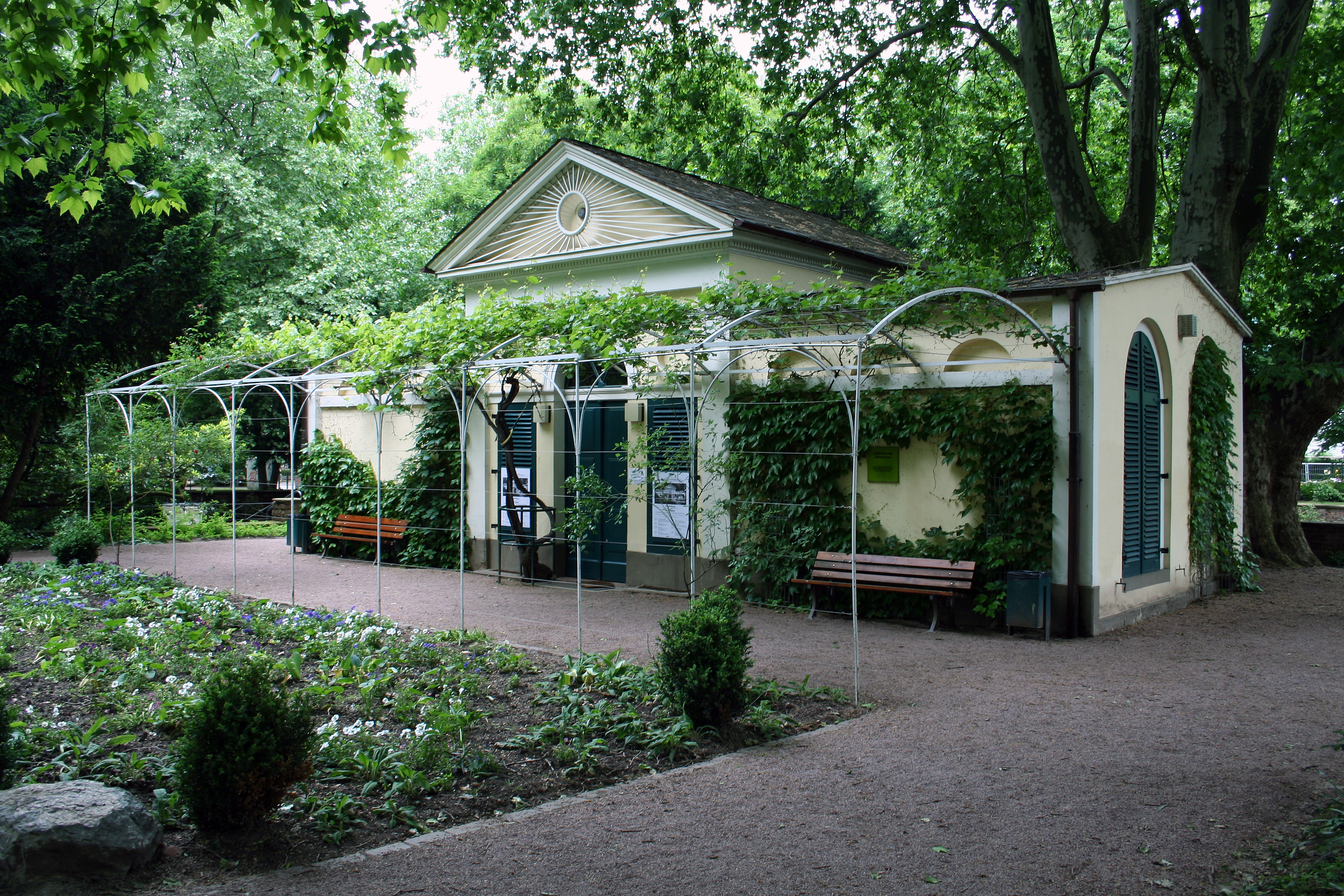
Frontseite

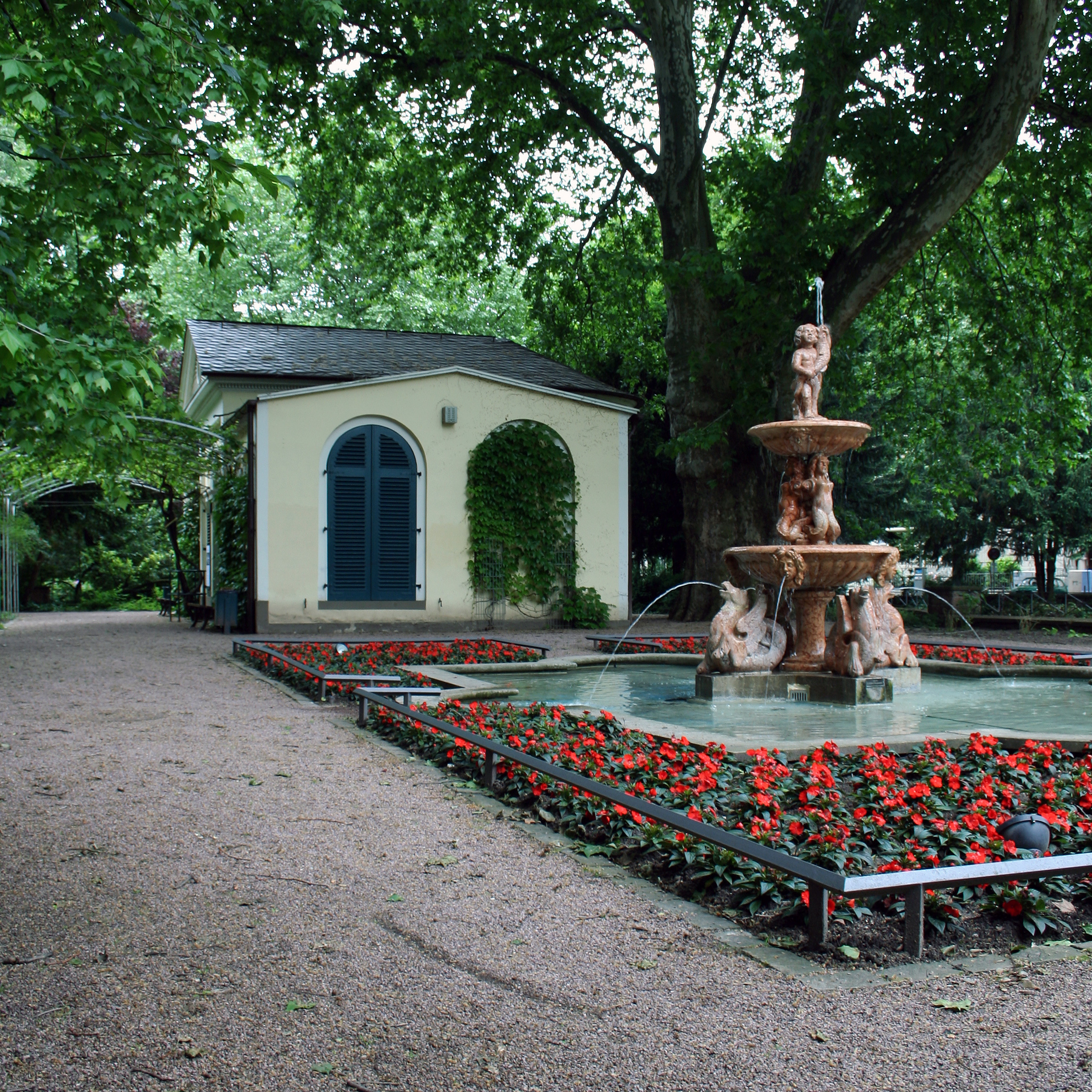
Seitenansicht mit Renaissance-Brunnen

F. W. Delkeskamp: Plan von Frankfurt am Main, 1864. Oben links im Bildanschnitt: Villa Leonhardi

Das Nebbiensche Gartenhaus ist ein klassizistischer Pavillon in der Bockenheimer Anlage in Frankfurt am Main. Es ist ein Kulturdenkmal.

## Geschichte
Das Gartenhaus wurde 1810 vermutlich durch den Architekten Nicolas Alexandre Salins de Montfort für den Verleger Marcus Johann Nebbien anlässlich seiner dritten Hochzeit erbaut. Dieser hatte im Jahr 1807 die Grundstücke Hochstraße 10–22 (damals Hohe Strasse) ersteigert und auf dem Grundstück 18 später ein Wohnhaus errichten lassen, der Pavillon schloss das Anwesen nach Norden hin ab. Das Gartenhaus wurde nach 1840 durch die zwei Seitenflügel erweitert, das Mittelgebäude ist unterkellert. Aufgrund der noch heute gültigen Wallservitut durften die Gärten, die auf dem Gelände der früheren Frankfurter Stadtbefestigung entstanden waren, nicht bebaut werden; lediglich kleine Gartenhäuser waren gestattet.
Nach Nebbiens Tod kam das Gartenhaus in den Besitz des Bankiers Philipp Bernhard Andreae, der es 1867 nach der Annexion der Freien Stadt Frankfurt an den preußischen Militärfiskus verkaufte. Die preußische Armee nutzte das Gartenhaus zeitweise als Musterungslokal für die Frankfurter Rekruten. Nach dem Besitzübergang auf die Stadt Frankfurt wurde das Gartengrundstück nebst dem Pavillon in die von Sebastian Rinz entworfene öffentliche Promenade der Wallanlagen einbezogen.
In der Zwischenkriegszeit wurde das Nebbiensches Gartenhaus als Maleratelier genutzt. Die Zerstörungen der Luftangriffe auf Frankfurt am Main im Zweiten Weltkrieg überstand das Nebbiensche Gartenhaus unversehrt. Von ehemals 250 Gartenhäusern war es das einzige, das die Zeitläufte überlebte. 1952 wurde es aus Spendenmitteln renoviert und der Ziergarten neu angelegt. Dabei wurden auch zwei Brunnen aufgestellt: Ein italienischer Renaissance-Brunnen aus Marmor, der Florentiner-Brunnen, der zuvor in der Villa Waldfried des von den Nationalsozialisten verfolgten Frankfurter Unternehmers Carl von Weinberg gestanden hatte, sowie ein kleiner Springbrunnen. Dieser ist aus einem Kapitell aus weißem Sandstein gefertigt und mit einem schmiedeeisernen Brunnenhäuschen verziert.
Das Nebbiensche Gartenhaus steht heute dem Frankfurter Künstlerclub e. V. zur Verfügung, der 1955 als Club „Gebende Hände“ unter anderem von der Schauspielerin Dodo van Doeren gegründet wurde. Hier finden regelmäßig Ausstellungen regionaler Künstler, Matineen, Dichterlesungen und Konzerte statt.